# Alex Long
Alex G. Long, vollständiger Name: Alexander George Long, (* 8. April 1979) ist ein britischer Klassischer Philologe, Philosophiehistoriker auf dem Gebiet der antiken Philosophie und Hochschullehrer.
Long ist Professor für die Philosophie der Antike in der School of Classics der University of St Andrews. Er ist Mitherausgeber der Zeitschrift Phronesis. 2022 war er Gastprofessor an der University of Notre Dame.
Long arbeitet vor allem zu Platon und dem Verhältnis der Stoa zu ihm sowie zu Tod und Unsterblichkeit in der antiken Philosophie.

## Schriften (Auswahl)
- mit Barbara Sattler (Hrsg.): New Perspectives on Parmenides. Oxford University Press, Oxford 2025.
- (Hrsg.): Immortality in Ancient Philosophy. Cambridge University Press, Cambridge 2021, ISBN 9781108832281.
- Death and Immortality in Ancient Philosophy. Cambridge University Press, Cambridge 2019, ISBN 9781107086593.
- (Hrsg.): Plato and the Stoics. Cambridge University Press, Cambridge 2013, ISBN 9781139629157.
- Conversation and Self-Sufficiency in Plato. Oxford University Press, Oxford 2013, ISBN 9780199695355.
- (Übers.): Plato, Meno and Phaedo (Cambridge Texts in the History of Philosophy). Edited by David Sedley, translated by Alex Long. Cambridge University Press, 2010, ISBN 978-0521676779.